# 明珠街道 (长春市)
明珠街道，是中华人民共和国吉林省长春市南关区下辖的一个乡镇级行政单位。2023年3月17日行政区划调整。调整后，管辖范围东起伊通河，西至幸福街-南湖中街，南起盛世大路（南四环路），北至卫星路。

## 行政区划
明珠街道下辖以下地区：
明珠社区、新城社区、环城社区、光明村和黑嘴子村。
2023年3月17日行政区划调整后，下辖明珠、新城2个社区和黑咀子1个村。